# Andreas E. H. Maurer
Andreas E. H. Maurer (* 23. April 1962 in Weinheim) ist ein deutscher Manager und Mitglied der Geschäftsleitung der Merkur Privatbank KGaA, München. Zuvor war er einer von zwei Vorständen der Südwestbank. Im Jahr 2004 war Maurer für den Wechsel der Südwestbank AG vom genossenschaftlichen Banksektor in den privaten Bankenverband und dessen Sicherungseinrichtung verantwortlich. Im Jahr 2019 leitete er den Kaufprozess der Merkur Bank zum Erwerb der Bank Schilling.

## Werdegang
Maurer begann 1981 eine Berufsausbildung zum Bankkaufmann bei der Bezirkssparkasse Weinheim. Im Anschluss an die Ausbildung arbeitete er in der Kreditsachbearbeitung und erweiterte seine Ausbildung zum Sparkassenbetriebswirt. Ab 1987 bis 1992 studierte Maurer Betriebswirtschaftslehre an der Universität Mannheim und an der Eberhard-Karls-Universität Tübingen, was er als Diplom-Kaufmann abschloss. 1994 wurde Maurer an der Eberhard-Karls-Universität Tübingen promoviert. Seine anschließende Berufstätigkeit begann er 1995 als Abteilungsdirektor für die Firmenkundenbetreuung bei Merck Finck & Co, Privatbankiers, München und Frankfurt a. M. Drei Jahre später wechselte er zur GZ-Bank AG, Frankfurt a. M. (heutige DZ Bank AG) und übernahm die Position des Regionaldirektors für das Bundesland Rheinland-Pfalz. Von 2001 bis 2003 war Maurer Generalbevollmächtigter im Bereich Risikomanagement der Südwestbank AG, Stuttgart. Zum Mitglied des Vorstandes der Südwestbank AG wurde Maurer 2003 berufen. Er verantwortete bis zum 31. Januar 2019 die Ressorts Kreditcenter, Zentrale Dienstleistungen, Unternehmenssteuerung/Beteiligungsmanagement, Unternehmensentwicklung, Interne Revision, Compliance/Geldwäsche sowie Vorstandssekretariat / Recht / Regulatory Office. Das Ressort bzw. Geschäftsfeld Privat-, Vermögens- und Gewerbekunden betreute Maurer bis zum 1. Juni 2016. Ab Mai 2019 leitete Maurer den Kaufprozess der Merkur Bank KGaA, München zum Erwerb des Bankgeschäftes der Bank Schilling & Co AG, Hammelburg. Seit August 2019 ist er Mitglied der Geschäftsleitung der Merkur Privatbank KGaA.

## Privatleben
Andreas Maurer ist mit der Apothekerin Ulrike Maurer verheiratet. Sie war Vorstandsvorsitzende des Förderverein Mädchengymnasium St. Agnes e.V. Sie haben zwei gemeinsame Kinder.

## Mitgliedschaften und Mandate
- Mitglied des Aufsichtsrats Bürgschaftsbank Baden-Württemberg GmbH, Stuttgart (05/2008 – 04/2010)[4]:101
- Mitglied des Aufsichtsrats, MBG Mittelständische Beteiligungsgesellschaft Baden-Württemberg GmbH, Stuttgart (05/2010 – 04/2015)[5]
- Mitglied des Gesellschaftsrates, Blue Estate GmbH, Stuttgart (05/2008 – 07/2017)
- Mitglied des Investment Komitee SWB International S.C.S., Luxembourg (2013–2017)
- Mitglied des Beirats, RSB Retail + Service Bank GmbH, Kornwestheim (06/2009 – 04/2018)[6]
- Mitglied des Aufsichtsrats, Tresides Asset Management GmbH[7], Stuttgart (05/2013 – 11/2018)
- Vorsitzender des Beirats, SWB Treuhand GmbH[8], Stuttgart (12/2009 – 09/2018)
- Vorsitzender des Beirats, Vereinigung für Bankorganisation e. V., Frankfurt a. M.[9] (03/2014 – 05/2019)
- Stellvertretender Vorsitzender des Beirates, bankenakademie / BdB-Akademie, Frankfurt a. M.[10] (seit 09/2019)
- Mitglied des Vorstandes, Verein Museums-Pass-Musées, Basel[11]
- Mitglied Zukunftswerkstatt Kreditinstitute, Hamburg[12]
- Vorsitzender des Investment Komitee SWB Immowert GmbH[13], Stuttgart (03/2015 – 01/2019)
- Mitglied des Steuerungskreises Mittelständische Banken und Mitglied des Ausschusses für indirekt von der EZB beaufsichtigte Banken (SSM2) beim Bundesverband deutscher Banken e.V., Berlin (11/2016 – 01/2019)

## Veröffentlichungen
- Zwischenbilanz der europäischen Fusionskontrolle, Universität Tübingen, Wirtschaftswissenschaftliche Diplomarbeit, Tübingen 1992.
- Forschung- und Entwicklungskooperation in der Wettbewerbspolitik der Europäischen Gemeinschaft. Frankfurt am Main u. a.  1995, ISBN 978-3-631-48881-2, zugleich Dissertation.
- Maßnahmen gegen die MaRisk-Erweiterung zur Auslagerung der Internen Revision, in: Banken-Times, Ausgabe 03/2007, S. 9–10, gemeinsam mit Ralf Barsch.
- Bewertung der Outsourcing-Möglichkeiten aus Sicht der Geschäftsleitung, in: Innovatives Risikomanagement. Mehrwertoffensive für das Gesamthaus. Effizienzgewinne. Erfüllung bankaufsichtlicher Vorgaben, S. 107–110, hrsg. von Ralf Barsch und Thomas Nolte, Heidelberg 2008, ISBN 978-3-936974-88-1.
- Geleitwort zu: Axel Becker (Hrsg.), Hermann Schulte-Mattler (Hrsg.): Finanzkrise 2.0 und Risikomanagement von Banken. Regulatorische Entwicklung – Konzepte für die Umsetzung. Berlin 2012, ISBN 978-3-503-13688-9, Online.
- Interview: Spekulative Finanztransaktionen haben bei uns keinen Platz, in: TOP Stuttgart, Ausgabe 3, Herbst 2012, 21. Jg., S. 74.
- Interview: Zielgerichtet beraten, in: The Performance Architect. Das Kundenmagazin von Horváth & Partners. Ausgabe 1/2013, S. 12, Online.
- Vorwort zu: Michael Schnüttgen (Hrsg.), Gerd Wesselmann (Hrsg.): Agrarfinanzierung. Geschäftsfeldstrategien für Kreditinstitute. Finanz-Colloquium Heidelberg, Heidelberg 2014, ISBN 978-3-943170-11-5.
- Am Puls des Gewerbetreibenden, in: Wirtschaft in Baden-Württemberg, Ausgabe 3/2015, S. 32.
- Neue Herausforderungen, in: Wirtschaft in Baden-Württemberg, Ausgabe 5/2016, S. 32.
- mit Max Weber, Thomas Grauer: Regulatory Change Management – effizientes Management regulatorischer Änderungen, in: Zeitschrift für das gesamte Kreditwesen, 11/2016, 1. Juni 2016, 69. Jg., S. 531–534.
- mit Wolfgang Kuhn: Prozyklische Wirkungen durch Regulierung und Risikomanagement?, in: Zeitschrift für das gesamte Kreditwesen, 7/2017, 1. April 2017, 70. Jg., S. 332–336.